# 2-metilenglutaronitrilo
El 2-metilenglutaronitrilo, también llamado 2-metilenpentanodinitrilo, es un compuesto orgánico de fórmula molecular C6H6N2.
Es un dinitrilo con la misma estructura que el glutaronitrilo pero con un grupo metileno (=CH2) unido al carbono 2.

## Propiedades físicas y químicas
A temperatura ambiente, el 2-metilenglutaronitrilo es un líquido transparente incoloro o de color amarillo pálido.
Tiene una densidad ligeramente inferior a la del agua (0,976 g/cm³),
siendo su punto de ebullición 251 °C y su punto de fusión 1-2 °C.
Su solubilidad en agua es de aproximadamente 65 g/L; el valor del logaritmo de su coeficiente de reparto, logP = 0,15, muestra una solubilidad algo menor en disolventes polares como el agua que en octanol.
En cuanto a su reactividad, este dinitrilo es incompatible con oxidantes fuertes y con bases fuertes.

## Síntesis y usos
El 2-metilenglutaronitrilo se puede obtener a partir del acrilonitrilo en presencia de trietilendiamina (DABCO), que actúa como catalizador.
A su vez, el 2-metilenglutaronitrilo, barato y fácilmente asequible, se ha empleado para sintetizar nitrilos halogenados, como el 2-bromo-2-(bromometil)pentanodinitrilo (DBDCB), así como otros compuestos cíclicos halogenados.
En este sentido, se ha estudiado la arilación —reacción en la cual un grupo arilo se une a un sustituyente— del 2-metilenglutaronitrilo que tiene lugar cuando se tratan arilaminas, aminopiridinas y 3-aminotiofeno con nitritos de alquilo y cloruro de cobre(I) en disoluciones de dimetilmetilfosfonato (DMMP).
Este dinitrilo también se ha usado como precursor para la síntesis del 1,3,5-pentanotricarbonitrilo.
Por otra parte, el 2-metilenglutaronitrilo puede ser utilizado en la «funcionalización» de polímeros —proceso químico mediante el cual se incorporan grupos funcionales reactivos a una cadena polimérica— con un compuesto policiano que posea dos o más grupos -C≡N; dichos polímeros reducen la histéresis de vulcanizados de caucho empleados en la fabricación de neumáticos.

## Precauciones
El 2-metilenglutaronitrilo es un compuesto combustible que tiene su punto de inflamabilidad a 126 °C. Al arder puede liberar cianuros nocivos.
Es una sustancia tóxica tanto por ingestión como por inhalación, provocando irritación en la piel y membranas mucosas.